# 24173 SLAS
أس أل أي أس (ويعرف أيضًا باسم 24173 أس أل أي أس وفق تسمية الكوكب الصغير) (بالإنجليزية: SLAS)‏ هو كويكب ضمن حزام الكويكبات؛ وترتيبه 24173 من حيث الاكتشاف.
اكتُشف هذا الجُرم الفلكي بواسطة James M. Roe ‏ في 3 ديسمبر 1999.

## وصلات خارجية
- 24173 SLAS في قاعدة بيانات مختبر الدفع النفاث لأجرام النظام الشمسي الصغيرة

- الاكتشاف · مخطط المدار ·  العناصر المدارية · المعلمات المادية

- 24173 SLAS على موقع ويكي سكاي: DSS2, SDSS, GALEX, IRAS, Hydrogen α, X-Ray, Astrophoto, Sky Map, Articles and images